# Hymedesmia consanguinea
Hymedesmia consanguinea är en svampdjursart som beskrevs av William Lundbeck 1910. Hymedesmia consanguinea ingår i släktet Hymedesmia och familjen Hymedesmiidae. Inga underarter finns listade i Catalogue of Life.